# Slapstick

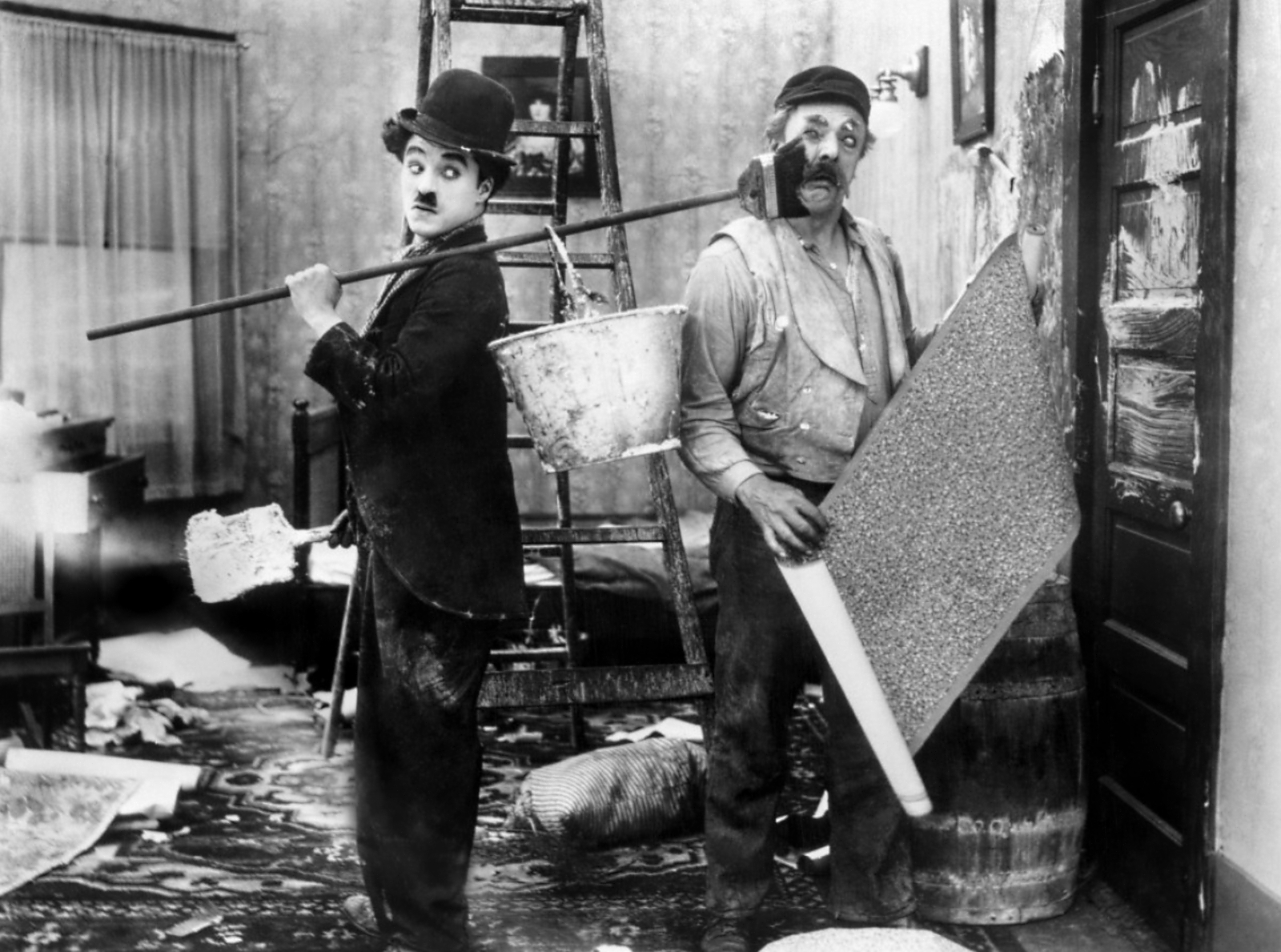
Kadr z komedii slapstickowej Jego nowe zajęcie (1915)

Slapstick (również komedia slapstikowa, ang. slapstick comedy) – rodzaj komedii filmowej, głównie z okresu kina niemego, stworzony przez amerykańskiego reżysera Macka Sennetta.
Charakteryzuje się szybką akcją i rubasznym humorem. Postacie są mocno przerysowane i przeżywają groteskowo niebezpieczne przygody. Sekwencje filmowe często są tworzone spontanicznie. Pierwszą komedią slapstickową był film Macka Sennetta z 1912 roku pt. Cohen na Coney Island.
Za najwybitniejszych twórców uważani są m.in. Charlie Chaplin, Mabel Normand, Roscoe „Fatty” Arbuckle i Buster Keaton.
Typowo slapstickową komedią jest też Flip i Flap. Do tego rodzaju należą filmy: Kevin sam w domu, Flubber, serie filmów Naga broń, czy o inspektorze Clouseau, a także seriale animowane takie jak: Tom i Jerry, Zwariowane melodie i wiele filmów z Kaczorem Donaldem.
Również znany angielski serial komediowy Benny Hill Show autorstwa Benny’ego Hilla zawiera elementy stylizujące go na komedię slapstickową.
Charakterystycznymi elementami jest obecność kąpiących się piękności, gamoniowatych policjantów, jak też bitew na ciastka z kremem.
W języku angielskim slap znaczy uderzać, lecz w rzeczywistości slapstick to niewielkie urządzenie używane przez klaunów do wytwarzania podczas cyrkowych przedstawień trzaskających dźwięków i nazwa ta została niejako zapożyczona.